# Nationaal park Domogled-Valea Cernei
Nationaal park Domogled-Valea Cernei (Roemeens: Parcul Național Domogled-Valea Cernei) een nationaal park in Roemenië in de districten Caraș-Severin, Mehedinți en Gorj. Het park werd opgericht in 1990 en is 612 vierkante kilometer groot. Het landschap bestaat uit bergen (Cerna-gebergte tot 1600 m hoog). Het park grenst aan het Nationaal park Retezat en is bekend om de uitzonderlijke plantenrijkdom op de Domogled, de Cerna-waterval en de rotsformatie Sfinxul Bănățean (Sfinx van Banat). In het park bloeien 1100 plantensoorten, waaronder aurikel, bergden, blauwe bosbes, roodzwenkgras, Europese trollius. Er komen 1463 soorten vlinders voor en zoogdieren zoals bruine beer en lynx. Sinds 2017 maken de beukenbossen Domogled, Coronini – Bedina, Iauna Craiovei en Ciucevele Cernei deel uit van het Unesco-Werelderfgoed Oude en voorhistorische beukenbossen van de Karpaten en andere regio's van Europa. Het langeafstandswandelpad Via Transilvanica loopt door het park.